# Zdeněk Rohlíček
Zdeněk Rohlíček (* 20. července 1980 Praha) je český herec. Je synem Zdeňka Rohlíčka a herečky Evy Hruškové. Má dva mladší sourozence – Vojtěcha (* 1986), který se věnuje dabingu a herectví, a nevlastního Pavla.

## Životopis
První herecké a pěvecké zkušenosti získával ještě jako dítě na prknech loutkového divadla, před kamerou v několika pohádkách a televizních inscenacích a v hudební škole při sborovém zpěvu. V roce 2002 úspěšně absolvoval Státní konzervatoř v Praze (obor hudebně-dramatický) pod vedením Františka Laurina, Věry Bublíkové a Johanny Tesařové. Kromě divadla spolupracuje Zdeněk Rohlíček i s rozhlasem a televizními produkcemi, hraje na klavír, trubku a bicí a rád fotografuje.
V červnu 2017 se oženil s tanečnicí Libuší Vojtkovou, exmanželkou rockera Pepy Vojtka a muzikálového zpěváka Dana Hůlky.

## Divadlo
Po dokončení konzervatoře působil krátce v Divadle Metro v Praze a spolupracoval s Černým divadlem Františka Kratochvíla. Od roku 2004 je členem činoherního souboru Divadla Josefa Kajetána Tyla v Plzni a hostuje i v tamním divadle Alfa. V uplynulých letech se opakovaně herecky podílel na festivalech Divadelní léto pod plzeňským nebem a Nebílovské divadelní léto.

### DIK (Divadlo Pražské konzervatoře)
- Toffolo, lodičkář – Poprask na laguně (2000)
- Mistingue – Vražda na Uhelném trhu (2000)
- Uli – Dobře placená procházka (2001)
- Kalisto – Zavraždění svaté Celestýny (2001)
- Jake – Mámení mysli (2001)

### Černé divadlo Františka Kratochvíla
- Anatomie polibku
- Quo vadis
- Malování na tmu (2001)
- Ecce Homo (2003)

### Divadlo Evy Hruškové a Jana Přeučila
- Legenda o hvězdě

### Klub Lávka Praha
- Kočár nejsvětější svátosti (2002)

### Divadlo Metro Praha
- Horác – Škola pro ženy (2002)
- Vilík, syn Karla – Tanec mezi vejci (2003)
- Čeněk – Nevidím to černě (2003)

### Divadlo Josefa Kajetána Tyla v Plzni
- Edgar – Král Lear (2004)
- Joey – Poručík z Inishmoru (2005)
- Piero Pucci – Maska a tvář (2005)
- Bill – Prachy? Prachy! (2005)
- Číšník, 2. cestující, Muzikant – Obsluhoval jsem anglického krále (2005)
- Jensen – Divoká kachna (2005)
- Filip – Akvabely (2006)
- Chris Smith – Zabiják Joe (2006)
- Vévoda d‘Alencon – Královna Margot (2006)
- Howard – Měsíc nad Buffalem (2006)
- Brissaile – Cyrano z Bergeracu (2006)
- Miloš – Celebrity s.r.o (2006)
- Louis – Pohled z mostu (2007)
- Ivan – Obraz (2007)
- Strážmistr – Vnitřní hlasy (2007)
- Tristan – Zahradníkův pes (2008)
- Karel Kudlička, učitel, písař – Naši furianti (2008)
- Policista Welch – Řeči (2008)
- Tranio – Zkrocení zlé ženy (2008)
- Jimmy – Jako naprostý šílenci (2008)
- Albín, manžel Vlasty – Odcházení (2008)
- Quico – Jitřní paní (2009)
- Benvolio – Romeo a Julie (2009)
- Blažej, učitel – Válka ve sborovně aneb Habada a Jordán (2009)
- Eman – Ve státním zájmu (2009)
- Michal, mladý vodník – Lucerna (2009)
- Drobek – Portugálie (2010)
- Jan – Lev v zimě (2010)

### Divadelní léto pod plzeňským nebem
- Sganarel – Don Juan (2008, 2009)
- Petr Ivanovič Bobčinskij – Revizor (2009, 2010)
- Král jelenem (2010), 2011

### Nebílovské divadelní léto
- Ivan – Obraz (2008, 2010)
- Filip – Akvabely (2009)
- Havlena, obchodník – Sirup (2010)

### Křimická zámecká divadelní slavnost
- Ivan – Obraz (2009)

### Divadlo Alfa
- Ivan – Obraz (2009) – obnovená premiéra
- Filip – Akvabely (2009) – obnovená premiéra
- Havlena, obchodník – Sirup (2010)

## Film, televize
V dětství účinkoval Zdeněk Rohlíček v několika televizních inscenacích a pohádkách v režii Vlasty Janečkové a Morise Issy. Později si mimo jiné zahrál po boku Vlasty Chramostové v inscenaci Pavla Kohouta PF 77, kde pod režijním vedením Františka Brabce ztvárnil roli Petra, studenta DAMU, který podepíše Chartu 77.
- princ – O moudré Sorfarině (1995)
- Petr – PF 77 (2003)
- Sigmund Freud (20) – The Question of God: S. Freud & C.S.Lewis (2004)
- syn – To nevymyslíš (ep. Babička inkognito) (2005)
- Miloš – Celebrity s.r.o (divadlo) (2007)
- Howard – Měsíc nad Buffalem (divadlo) (2007)